# Dicranomyia (Dicranomyia) nakula
Dicranomyia (Dicranomyia) nakula is een tweevleugelige uit de familie steltmuggen (Limoniidae). De soort komt voor in het Oriëntaals gebied.